# 後遺症
后遗症（英語：sequela）是患者在病情基本好转后，遗留下来的某种组织、器官的缺损或者功能上的障碍，具有长期不能消失的症状、体征或功能障碍。
后遗症多因疾病、創傷、治療或其他心理創傷引起，属于一种病理状况。一個典型的后遗症就是某個急性病症引發的慢性病併發症，换句话说，也就是一个短时的疾病或創傷會造成长期影响。后遗症不同于晚期效应，晚期效应可能在原发病症痊愈后很久，甚至几十年后才出现。